# جزيرة بارو كولورادو

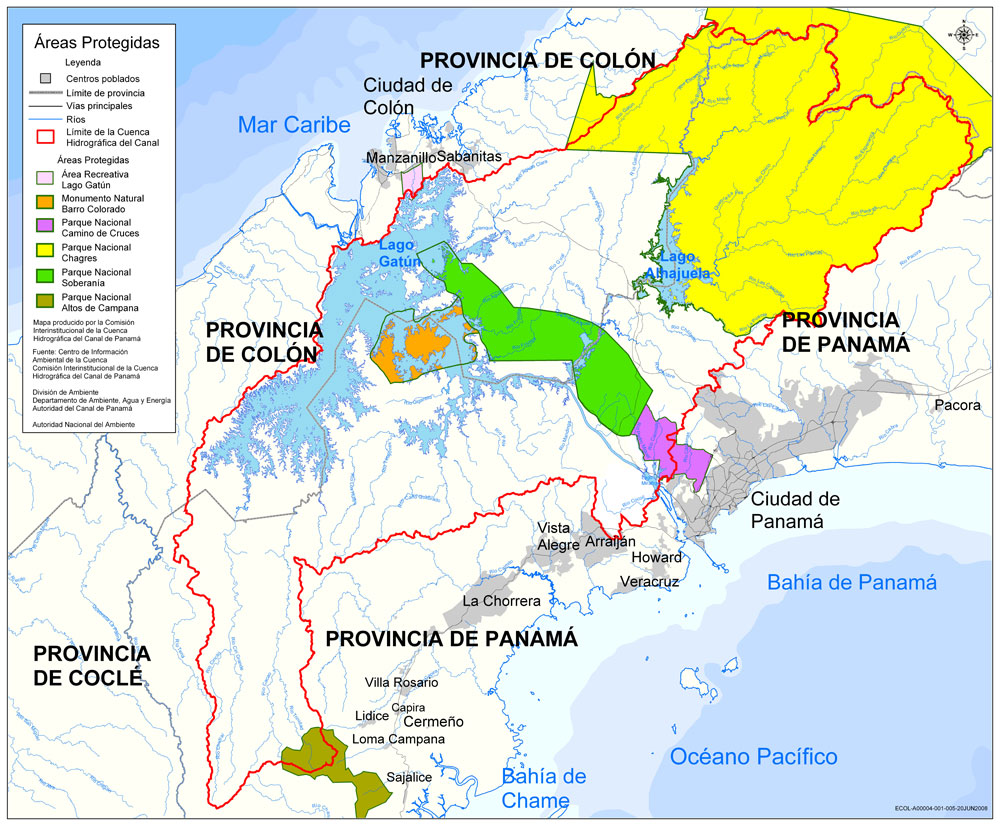

جزيرة بارو كولورادو Barro Colorado Island جزيرة تقع في بحيرة غاتون الصناعية في وسط قناة بنما. تكونت الجزيرة بعد بناء سد غاتون ليحجز مياه نهر تشاغريس. وحين ارتفعت مياه البحيرة غطت مناطق من الغابات المطيرة، وأصبحت العديد من قمم التلال جزر، وأكبرها هي هذه الجزيرة. تبلغ مساحتها 15.6 كم مربع.